# یحیی بن اکثم
یحیی بن اکثم تمیمی (تولد ۱۵۹هجری و متوفی سال ۲۴۲ هجری قمری) از علمای اهل سنت بود که در زمان مأمون سمت قاضی القضات بغداد را عهده دار بود. وی مناظراتی با محمد تقی و علی هادی ، امامان نهم و دهم شیعه، داشته است.
وی شافعی مذهب بود و به جهت قوت علمی در بیست و چند سالگی از سوی هارون الرشید به عنوان قاضی بصره منصوب شد. اما مردم اعتراض کردند و وی به مرو نزد مأمون رفت. وی از شهود ولایتعهدی علی بن موسی الرضا بود. مدتی قاضی سامرا بود. در اواخر عمر به دستور متوکل از قضاوت خلع شد و در 83 سالگی درگذشت. 